# Municipio de Brandt (Dakota del Sur)
El municipio de Brandt (en inglés: Brandt Township) es un municipio ubicado en el condado de Deuel en el estado estadounidense de Dakota del Sur. En el año 2010 tenía una población de 128 habitantes y una densidad poblacional de 1,38 personas por km².

## Geografía
El municipio de Brandt se encuentra ubicado en las coordenadas 44°40′27″N 96°42′11″O / 44.67417, -96.70306. Según la Oficina del Censo de los Estados Unidos, el municipio tiene una superficie total de 92.9 km², de la cual 92,9 km² corresponden a tierra firme y (0 %) 0 km² es agua.

## Demografía
Según el censo de 2010, había 128 personas residiendo en el municipio de Brandt. La densidad de población era de 1,38 hab./km². De los 128 habitantes, el municipio de Brandt estaba compuesto por el 100 % blancos. Del total de la población el 2,34 % eran hispanos o latinos de cualquier raza.